# Urolitha quintali
Urolitha quintali là một loài bướm đêm trong họ Geometridae.